# Un lungo fatale inseguimento d'amore
Un lungo fatale inseguimento d'amore (A Long Fatal Love Chase) è un romanzo della scrittrice statunitense Louisa May Alcott composto nel 1866, ma pubblicato postumo nel 1995.
L'autrice non ebbe la possibilità di pubblicare il romanzo mentre era in vita in quanto gli editori lo respinsero considerandolo troppo audace. Il libro sarebbe in ogni caso dovuto uscire sotto lo pseudonimo di "A. M. Barnard".
I capitoli di ambientazione italiana sono quelli contenenti i fatti che si svolgono a Nizza. Al tempo in cui la Alcott li scrisse, la città era ancora compresa nel territorio del Regno di Sardegna.

## Trama
Sedotta dal tenebroso avventuriero Phillip Tempest, la bella Rosamond abbandona la villa del nonno e inizia a viaggiare per l'Europa con colui che crede sia divenuto suo coniuge. Dopo aver scoperto che il matrimonio è stato un inganno e che Tempest è già sposato con un'altra donna, Rosamond lo lascia e fugge dapprima a Parigi, poi in vari altri posti tra la Francia e la Germania. Tempest però è disposto a tutto pur di non perderla e ogni volta riesce a trovarla grazie anche alla rete di spie e di fedeli servitori che riesce a organizzare intorno a sé ovunque vada. Padre Ignatius, innamorato della ragazza, sembra essere il solo in grado di contrastare le mire dell'avventuriero, che avendo finalmente ottenuto il divorzio vuole convincere Rosamond a sposarlo per davvero. La storia si concluderà dopo molti colpi di scena proprio là dov'era iniziata, nella villa sulla scogliera.

## Edizioni italiane
- Un lungo, fatale inseguimento d'amore, traduzione di Maria Eugenia Morin, prefazione di Silvano Ambrogi, Newton & Compton, Roma, 1996.